# 馬原美穂
馬原 美穂（まはらみほ、1981年3月17日 - ）は宮崎県延岡市出身のシンガーソングライター。
2003年に上京。2007年ビクターエンタテインメントよりメジャーデビュー。
愛称は『みほちる』。

## 概要
わずか14歳で作詞・作曲を始めた。
彼女が音楽と出逢ったのは、両親の影響が大きい。
幼い頃からギターに惹かれ、歌うことの喜びを知り、高校時代のバンド活動を経て2003年に単身で上京。ライブを中心に活動を続ける。
近年ではバックバンドを付けて歌うこともあり、アコースティックとはまた違うステージを見せている。
ソロ活動のほか、マンゴー娘、ももいろクローバーなどに楽曲を提供している。

## 来歴
- 2003年、上京　地元宮崎と東京にて本格的に活動開始
- 2004年4月11日、「私音」は発売後3ヶ月で1500枚セールス
- 2004年8月、宮崎県青島ジールにて初のワンマンライブ。日本テレビの24時間テレビの宮崎でのパーソナリティを2日間に渡って務める
- 2004年9月、大分オートポリスサーキットにてエーフォースアジア選手権のメインゲストアーティストとしてライブ出演
- 2004年12月2日、アルバム『MUSIC LIFE』リリース　TSUTAYA平原店、TOWER RECORDS宮崎店等インストアライブ、全国20箇所レコ発ツアー
- 2005年、都内各地、横浜にて精力的にライブをこなし、1000本路上ライブも決行
- 2006年1月11日、シングル「臨戦記念日」リリース　発売1週間で全国のTOWER RECORDSのウィークリーチャートシングルJ-POP部門で最高4位を記録。総合部門で33位を記録
- 2006年2月、全国30箇所レコ発ツアー、ツアーファイナルの宮崎ZETTONで300人動員
- 2007年4月25日、ミニアルバム『前を向いて』メジャーリリース
- 2008年7月30日、シングル「夜空の星たちが出逢う夜」リリース
- 2009年5月20日、シングル「エノテラ」リリース
- 2009年11月、高田馬場monoで都内初のワンマンライブ『Acoustic Museum 人生図鑑〜第壱巻〜』
- 2010年1月～3月、3か月連続でmusic.jpよりデジタルリリース
- 2010年、故郷宮崎を応援する泉谷しげる主催「がんばっど宮崎」に出演。GLAY TERU、今井美樹などと共演。
- 2011年6月8日、アルバム『Renge～蓮華～』リリース
- 2011年7月29日、渋谷Gladでワンマンライブ『人生図鑑－第弐巻－　Acoustic Museum』
- 2012年9月5日、『Acoustis Museum 人生図鑑~第参巻~』ワンマンライブ@渋谷ハザード
- 2012年7月〜12月、Wallop放送「馬原美穂のひまわりみたいに〜♪」レギュラーメインパーソナリティ
- 2013年6月5日、ベストアルバム「入り口のない出口」ももクロベストアルバムに楽曲提供2曲収録
- 2013年3月17日、「Acoustic Museum 人生図鑑~第四巻~」馬原美穂バースデーワンマンLIVE@池袋ONLY YOU
- 2013年9月〜2015年3月、D・A・Iプロデュースによるバイオリンロックプロジェクト「Sword of the Far East」にギタリストとして参加
- 2014年12月20日、「Acoustic Museum 人生図鑑~第五巻~」@渋谷LUSH
- 2015年3月22日、Birthdayレコ初ワンマンライブ「Acoustic Museum 人生図鑑~第六巻~」@渋谷LUSH
- 2015年4月3日、初のベストアルバム「Jinsei Zukan〜人生図鑑〜」をリリース
- 2015年11月28日、ワンマンライブ　『Acoustic Museum 人生図鑑 ～第七巻〜』@J-POP CAFE
- 2016年3月19日、ワンマンライブ　「Acoustic Museum　人生図鑑〜第八巻〜」@J-POP CAFE
- 2016年3月〜、池谷直樹率いる「サムライロックオーケストラ×マッスルミュージカル　不思議の国のアリス」のサウンドプロデュースに抜擢され、同時にギターとヴォーカルを担当

## ディスコグラフィー

### シングル
1. 私音（2004年4月14日）限定2000枚
  1. 雨やどり
  2. Winter sky
  3. 自我破壊工作
  4. 紫苑
2. 臨戦記念日（2006年1月11日）
  1. 臨戦記念日（テレビ朝日「セレクションX」エンディングテーマ）
  2. 沈丁花
  3. 空想癖
3. 夜空の星たちが出逢う夜（2008年7月30日）限定3000枚
  1. 夜空の星たちが出逢う夜
  2. BABY NICE!!
4. エノテラ（2009年5月20日）
  1. エノテラ
  2. 夾竹桃
  3. 鷺草～サギソウ～

### アルバム
1. MUSIC LIFE（2004年12月2日）
  1. MUSIC LIFE
  2. 切望～setsubou～
  3. 涙の跡
  4. My sweet
  5. 希望～伝説のMotocross Racer～
  6. 自我破壊工作
  7. 雨やどり
  8. Can I do something?
  9. 昼下がりの出来事
  10. Love Song
  11. おひさま
  12. 22“
2. 前を向いて（2007年4月25日）
  1. 前を向いて
  2. 華
  3. Innocent River
  4. 恋と哀
  5. Over ～終焉～
3. Renge～蓮華～（2011年6月8日）
  1. クレマチス
  2. 蓮華
  3. 向日葵
  4. 勿忘草
  5. アネモネ
  6. ダンデライオン
  7. 時計草
  8. colchicum
  9. 華鬘草
  10. 沈丁花
  11. エノテラ
4. JINSEI ZUKAN～人生図鑑～ RED（2015年4月3日）
  1. 甦生
  2. MUSIC LIFE
  3. 自我破壊工作
  4. ダイアリー
  5. 空想癖
  6. ”22”
  7. 大きな華を
  8. colchicum
  9. 桔梗
  10. 雨やどり
  11. エノテラ
  12. 臨戦記念日
5. JINSEI ZUKAN～人生図鑑～ BLUE（2015年4月3日）
  1. クレマチス
  2. 夜空の星たちが出逢う夜
  3. BABY NICE!!
  4. 前を向いて
  5. 蓮華
  6. 向日葵
  7. 華
  8. 切望〜setsubou〜
  9. おひさま
  10. 沈丁花
  11. 桜
  12. クレマチス（Acoustic）〜G

### デジタルリリース
1. 甦生～sosei～（2007年10月31日）
2. 向日葵（2010年1月21日）
3. 勿忘草（2010年2月22日）
4. 蓮華（2010年3月15日）

## タイアップ
| 曲名             | タイアップ                                                      |
| ---------------- | --------------------------------------------------------------- |
| 切望～setsubou～ | 宮崎サンシャインエフエム「MOO MOO MOOVEMENT」エンディングテーマ |
| MUSIC LIFE       | TVQ九州放送「金曜めちゃドン！」エンディングテーマ               |
| 臨戦記念日       | テレビ朝日系「セレクションX」エンディングテーマ                 |
| エノテラ         | MUSIC.BBパワープッシュ                                          |

## 出演
- 「音処みほちる」（FM宮崎、毎週日曜午後8:30 - 8:55、2008年4月6日 - 9月28日）